# Liste der Kulturdenkmale in Ebeleben
Die Liste der Kulturdenkmale in Ebeleben umfasst die als Ensembles, Straßenzüge und Einzeldenkmale erfassten Kulturdenkmale in der thüringischen Stadt Ebeleben und ihren Ortsteilen.
Die Angaben in der Liste ersetzen nicht die rechtsverbindliche Auskunft der zuständigen Denkmalschutzbehörde.

## Legende
- Bild: zeigt ein Bild des Kulturdenkmals und gegebenenfalls einen Link zu weiteren Fotos des Kulturdenkmals im Medienarchiv Wikimedia Commons
- Bezeichnung: Name, Bezeichnung oder die Art des Kulturdenkmals
- Lage: Wenn vorhanden Straßenname und Hausnummer des Kulturdenkmals; Grundsortierung der Liste erfolgt nach dieser Adresse. Der Link Karte führt zu verschiedenen Kartendarstellungen und nennt die Koordinaten des Kulturdenkmals.
 Kartenansicht, um Koordinaten zu setzen – in dieser Kartenansicht sind Kulturdenkmale ohne Koordinaten mit einem roten bzw. orangen Marker dargestellt und können in der Karte gesetzt werden. Kulturdenkmale ohne Bild sind mit einem blauen bzw. roten Marker gekennzeichnet, Kulturdenkmale mit Bild mit einem grünen bzw. orangen Marker.
- Datierung: gibt das Jahr der Fertigstellung beziehungsweise das Datum der Erstnennung oder den Zeitraum der Errichtung an
- Beschreibung: bauliche und geschichtliche Einzelheiten des Kulturdenkmals, vorzugsweise die Denkmaleigenschaften
- ID: Die ID identifiziert das Kulturdenkmal eindeutig. In Thüringen sind aktuell keine IDs veröffentlicht. In der ID-Spalte kann sich auch folgendes Icon  befinden, dies führt zu Angaben zu diesem Kulturdenkmal bei Wikidata.

## Kulturdenkmale nach Ortsteilen

### Allmenhausen
| Bild                           | Bezeichnung                              | Lage                       | Datierung | Beschreibung                                                                                   | ID           |
| ------------------------------ | ---------------------------------------- | -------------------------- | --------- | ---------------------------------------------------------------------------------------------- | ------------ |
| weitere Bilder Fotos hochladen | Evangelisch-lutherische Kirche St. Maria | Im Dorfe (Karte)           |           | St.-Maria-Kirche samt künstlerischer Ausstattung, Kirchhof, Torhaus, Einfriedung und Grabstein | 365.220.0005 |
| Fotos hochladen                | Gutsanlage                               | Gut Allmenhausen 1 (Karte) |           | Gut Allmenhausen, Gutsanlage (ehem. Schloss)                                                   | 365.220.0006 |
| BW                             | Wohnhaus                                 | Herrenstraße 6 (Karte)     |           | Wohnhaus                                                                                       | 365.220.0062 |
| BW                             | Gasthaus                                 | Vor dem Dorfe 13 (Karte)   |           | Gasthof                                                                                        | 365.220.0007 |

### Ebeleben
| Bild                           | Bezeichnung                                               | Lage                            | Datierung | Beschreibung | ID           |
| ------------------------------ | --------------------------------------------------------- | ------------------------------- | --------- | --- | ------------ |
| weitere Bilder Fotos hochladen | Evangelisch-lutherische Stadtpfarrkirche St. Bartholomäus | Försterplatz 6 (Karte)          |           | St.-Bartholomäus–Kirche samt künstlerischer Ausstattung, Kirchhof, Einfriedung | 365.220.0046 |
| weitere Bilder Fotos hochladen | Parkanlage                                                | Am Teichweg (Karte)             |           | Parkanlage und Karl-Marienhaus mit Umfassungsmauer und 2 Torfahrten und Gartenplastiken | 365.220.0047 |
| Fotos hochladen                | Kriegerdenkmal                                            | Försterplatz (Karte)            |           | Gefallenendenkmal für Opfer des 1.+ 2. Weltkriegs, 1922 zum Gedenken an die Gefallenen des Ersten Weltkriegs eingerichtet und 1995 durch eine Gedenktafel für die Gefallenen des Zweiten Weltkriegs erweitert. | 365.220.1108 |
| BW                             | Wachhaus                                                  | Försterplatz 4 (Karte)          |           | | 365.220.0050 |
| BW                             | Wachhaus                                                  | Försterplatz 5 (Karte)          |           | | 365.220.0051 |
| BW                             | Pfarrhaus                                                 | Markt 1 (Karte)                 |           | Evangelisches Pfarrhaus | 365.220.0049 |
| BW                             | Wohnhaus                                                  | Markt 20 (Karte)                |           | Wohnhaus, Ecke zur Windmühlenstraße | 365.220.0052 |
| BW                             | Wohnhaus                                                  | Rathausstraße 5 (Karte)         |           | Wohnhaus, Flurstück 1 – 87 | 365.220.0053 |
| BW                             | Klosterscheune                                            | Sondershäuser Straße 17 (Karte) |           | Wirtschaftsgebäude | 365.220.0054 |
| BW                             | Karl-Marien-Haus                                          | Teichmühlenweg 1 (Karte)        |           | Karl-Marien-Haus | 365.220.0048 |

### Gundersleben
| Bild                           | Bezeichnung                                  | Lage                        | Datierung | Beschreibung                                                                | ID           |
| ------------------------------ | -------------------------------------------- | --------------------------- | --------- | --------------------------------------------------------------------------- | ------------ |
| weitere Bilder Fotos hochladen | Evangelisch-lutherische Kirche St. Elisabeth | Unter den Linden 40 (Karte) |           | Kirche samt künstlerischer Ausstattung, Kirchhof, Einfriedung und Grabstein | 365.220.0261 |
| Fotos hochladen                | Gutshaus                                     | Brunnenstraße 44 (Karte)    |           | Gutshaus und Scheune, Flurstück 2 – 92 / 2, 92 / 4                          | 365.220.0262 |

### Rockensußra
| Bild                           | Bezeichnung                               | Lage                          | Datierung | Beschreibung                                        | ID           |
| ------------------------------ | ----------------------------------------- | ----------------------------- | --------- | --------------------------------------------------- | ------------ |
| weitere Bilder Fotos hochladen | Evangelisch-lutherische Kirche St. Petrus | Kirchgasse 1 (Karte)          |           | Kirche samt künstlerischer Ausstattung und Kirchhof | 365.220.0462 |
| BW                             | Gasthaus                                  | Schlotheimerstraße 11 (Karte) |           | Gasthof Altthüringen                                | 365.220.0466 |
| BW                             | Pfarrhaus                                 | Dorfstraße 18 (Karte)         |           | Pfarrhaus und Pfarrscheune                          | 365.220.0463 |
| BW                             | Gehöft                                    | Zur Schelle 14 (Karte)        |           | Gehöft                                              | 365.220.0464 |
| BW                             | Scheune                                   | Zur Schelle 16 (Karte)        |           | Scheune, Flurstück 2 – 143/59                       | 365.220.0465 |
| BW                             | Gehöft                                    | Zur Schelle 18 (Karte)        |           | Gehöft                                              | 365.220.0467 |

### Thüringenhausen
| Bild                           | Bezeichnung                               | Lage                   | Datierung | Beschreibung                                                                | ID           |
| ------------------------------ | ----------------------------------------- | ---------------------- | --------- | --------------------------------------------------------------------------- | ------------ |
| weitere Bilder Fotos hochladen | Evangelisch-lutherische Kirche St. Petrus | Poststraße 46 (Karte)  |           | Kirche samt künstlerischer Ausstattung, Kirchhof, Einfriedung und Grabstein | 365.220.0503 |
| BW                             | Torfahrt                                  | Hauptstraße 2 (Karte)  |           | Torfahrt und Pforte                                                         | 365.220.0506 |
| BW                             | Gehöft                                    | Hauptstraße 13 (Karte) |           | Hofanlage                                                                   | 365.220.0507 |
| BW                             | Wohnhaus                                  | Hauptstraße 17 (Karte) |           | Wohnhaus, Toreinfahrt und Pforte                                            | 365.220.0508 |
| BW                             | Waidstein                                 | Poststraße 40 (Karte)  |           | Waidstein, Flurstück 1-166                                                  | 365.220.0504 |
| BW                             | Waidstein                                 | (Karte)                |           | Waidstein                                                                   | 365.220.0505 |

### Wiedermuth
| Bild                           | Bezeichnung                               | Lage                    | Datierung | Beschreibung                                                                         | ID           |
| ------------------------------ | ----------------------------------------- | ----------------------- | --------- | ------------------------------------------------------------------------------------ | ------------ |
| weitere Bilder Fotos hochladen | Evangelisch-lutherische Kirche St. Petrus | Hauptstraße 9 (Karte)   |           | Kirche samt künstlerischer Ausstattung, Kirchhof, Torhaus, Einfriedung und Grabstein | 365.220.0555 |
| BW                             | Gehöft                                    | Hauptstraße 5 (Karte)   |           | Hofanlage                                                                            | 365.220.0556 |
| BW                             | Wohnhaus                                  | Lange Straße 10 (Karte) |           | Wohnhaus                                                                             | 365.220.0557 |
| BW                             | Helbebrücke                               | (Karte)                 |           | technisches Denkmal                                                                  | 365.220.0558 |

## Ehemalige Kulturdenmale

### Ebeleben
| Bild | Bezeichnung | Lage    | Datierung | Beschreibung                               | ID           |
| ---- | ----------- | ------- | --------- | ------------------------------------------ | ------------ |
| BW   | Totenbrücke | (Karte) |           | als Denkmal 2017 gelöscht, Flurstück 1-166 | 365.220.0055 |